# Домера
Домера́ (фр. Domérat) — коммуна во Франции, находится в регионе Овернь. Департамент коммуны — Алье. Административный центр кантона Северо-западный Домера-Монлюсон. Округ коммуны — Монлюсон.
Код INSEE коммуны — 03101.

## Население
Население коммуны на 2008 год составляло 9004 человека.
| 1962 | 1968 | 1975 | 1982 | 1990 | 1999 | 2008 |
| ---- | ---- | ---- | ---- | ---- | ---- | ---- |
| 5685 | 5725 | 7139 | 8534 | 8875 | 8809 | 9004 |

## Экономика
В 2007 году среди 5558 человек в трудоспособном возрасте (15—64 лет) 3745 были экономически активными, 1813 — неактивными (показатель активности — 67,4 %, в 1999 году было 67,0 %). Из 3745 активных работали 3444 человека (1776 мужчин и 1668 женщин), безработных было 301 (123 мужчины и 178 женщин). Среди 1813 неактивных 394 человека были учениками или студентами, 879 — пенсионерами, 540 были неактивными по другим причинам.

## Достопримечательности
- Церковь Нотр-Дам XII века. Крипта под клиросом церкви, датируемая XI веком, является одной из крупнейших и красивейших в департаменте, и включена в число исторических памятников.
- Замок Винью. Исторический памятник
- Музей винограда
- Шато и парк Перель
- Имение и шато Бринья, перестроенное в XIX веке.
- Площадь Бахуса со статуей римского бога виноделия
- Большой ораторий XIX века

## Фотогалерея

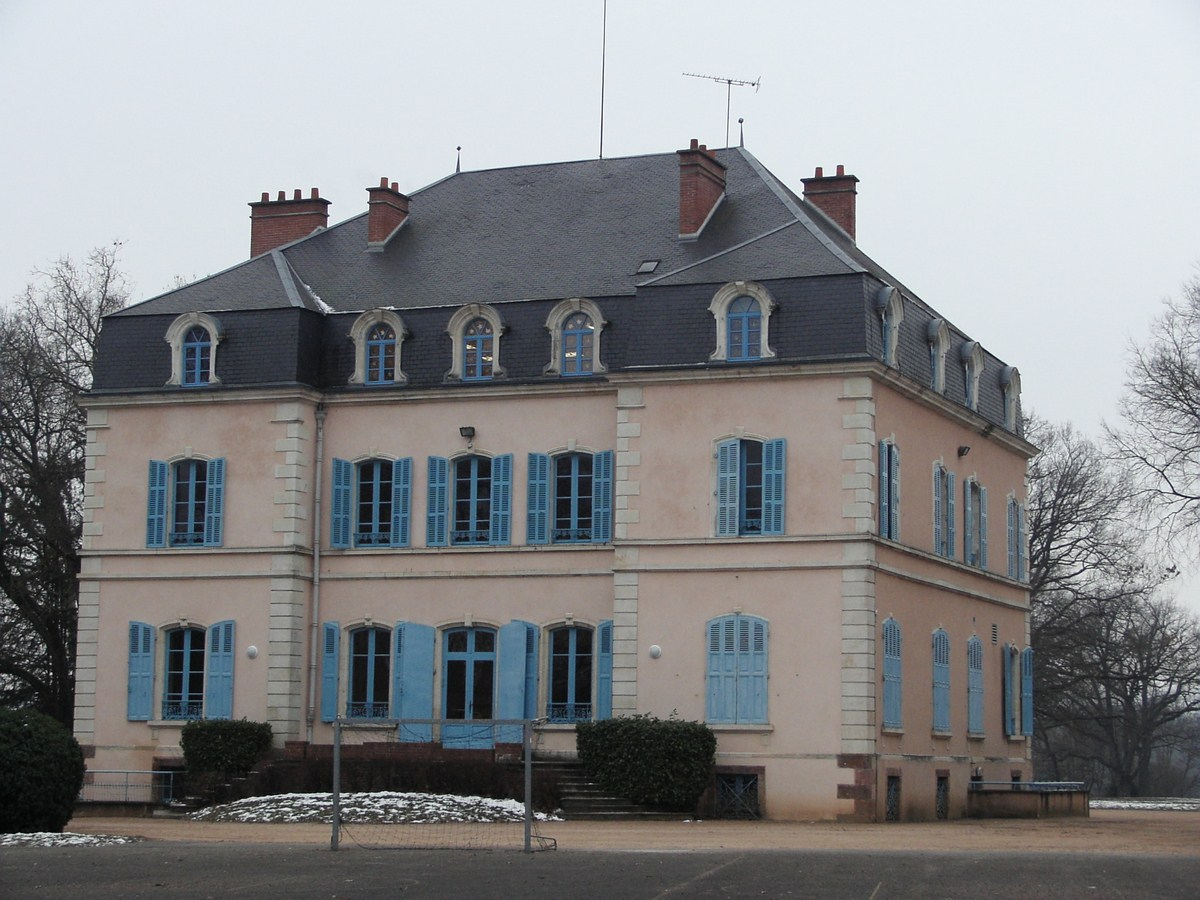
Шато Бринья
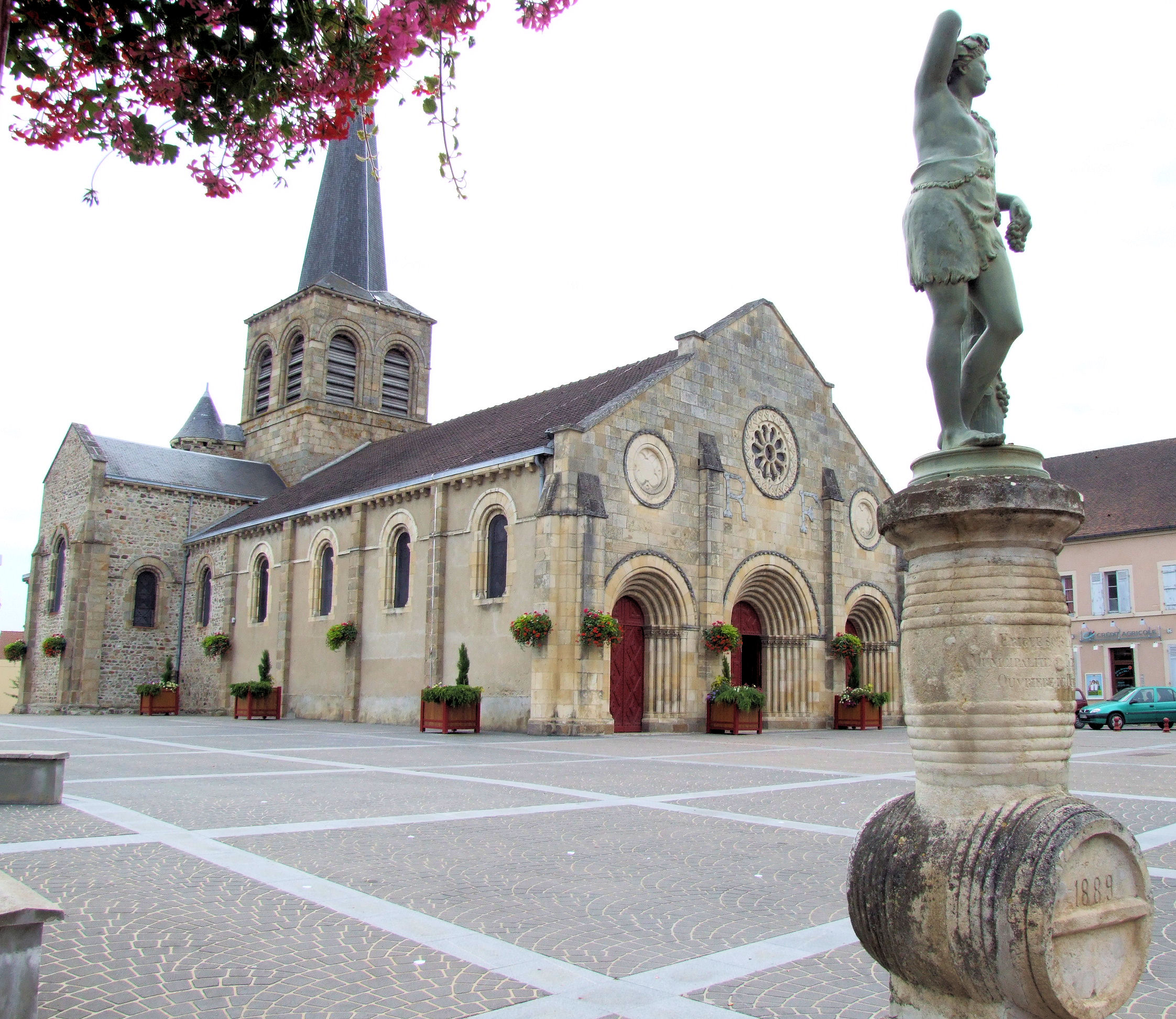
Церковь Нотр-Дам, площадь и статуя Бахуса